# إيغور كاسترو
إيغور كاسترو (بالبرتغالية: Igor José Marigo de Castro‏) هو لاعب كرة قدم برازيلي في مركز الهجوم، ولد في 25 أغسطس 1981 في مورياي في البرازيل. لعب مع نادي أفاي لكرة القدم ونادي برازيليا ونادي ذوب آهن أصفهان ونادي راه آهن ونادي ساو كايتانو ونادي فلامنغو ونادي كوريتيبا ونادي يوكوهاما.